# Roko Karanušić
Roko Karanušić, né le 5 septembre 1982 à Zagreb, est un joueur de tennis croate, professionnel de 2000 à 2012. Il fait également partie de l'Équipe de Croatie de Coupe Davis de 2005 à 2009.

## Résultats en Grand Chelem

### En simple
| Année | Open d'Australie | Open d'Australie      | Roland-Garros   | Roland-Garros   | Wimbledon       | Wimbledon           | US Open         | US Open            |
| ----- | ---------------- | --------------------- | --------------- | --------------- | --------------- | ------------------- | --------------- | ------------------ |
| 2003  | -                | -                     | -               | -               | -               | -                   | 1er tour (1/64) | Juan Ignacio Chela |
| 2004  | 1er tour (1/64)  | Wayne Arthurs         | -               | -               | -               | -                   | -               | -                  |
| 2005  | 1er tour (1/64)  | Nikolay Davydenko     | -               | -               | 1er tour (1/64) | Andrei Pavel        | -               | -                  |
| 2006  | -                | -                     | 1er tour (1/64) | Gastón Gaudio   | 2e tour (1/32)  | Juan Carlos Ferrero | -               | -                  |
| 2007  | -                | -                     | -               | -               | -               | -                   | -               | -                  |
| 2008  | 1er tour (1/64)  | Philipp Kohlschreiber | 1er tour (1/64) | Máximo González | 2e tour (1/32)  | Feliciano López     | 2e tour (1/32)  | Kei Nishikori      |
| 2009  | 2e tour (1/32)   | Rafael Nadal          | -               | -               | 1er tour (1/64) | Benjamin Becker     | -               | -                  |

À droite du résultat, l'ultime adversaire.

### En double
| Année | Open d'Australie         | Open d'Australie     | Roland-Garros | Roland-Garros | Wimbledon | Wimbledon | US Open | US Open |
| 2005  | 2e tour (1/16) Uros Vico | Bob Bryan Mike Bryan | -             | -             | -         | -         | -       | -       |

Sous le résultat, le partenaire ; à droite, l'ultime équipe adverse.